# Mormia georgica
Mormia georgica är en tvåvingeart som beskrevs av Wagner 1981. Mormia georgica ingår i släktet Mormia och familjen fjärilsmyggor. Inga underarter finns listade i Catalogue of Life.